# Solomon Schonfeld
Solomon Schonfeld (21 février 1912, Londres, Royaume-Uni– 6 février 1984, Londres, Royaume-Uni) est un rabbin orthodoxe britannique, dont les parents sont d'origine hongroise, connu pour le sauvetage d'enfants juifs durant la Shoah, les Kindertransport. Il est le gendre du grand-rabbin du Royaume-Uni Joseph Hertz.

## Biographie
Solomon Schonfeld est né le 21 février 1912 à Londres, au Royaume-Uni. Il est le fils du rabbin Dr Victor Schonfeld (13 octobre 1880, Süttő, Komárom-Esztergom, Hongrie-1930, Londres, Royaume-Uni) et de Ella Rachel Leah Sternberg (12 août 1889, Budapest, Hongrie-7 mars 1971, Haifa, Israël).
Il fait partie d'une fratrie de sept enfants, dont: Aaron (Eliezer David) Schonfeld (13 août 1920, Londres, Royaume-Uni-10 mars 1955) et  Moses Schoenfeld (19 novembre 1910, Londres, Royaume-Uni-3 janvier, 1998, New York, États-Unis).

### Famille
Il épouse le 16 janvier 1940 Judith (Yehudith)  Helen Hertz (22 mai 1913, Londres, Royaume-Uni-9 mai 1987, Londres, Royaume-Uni), la fille du Grand-rabbin du Royaume-Uni Joseph Hertz. Ils ont 3 enfants: Victor Daniel Schonfield (19 décembre 1940, Londres, Royaume-Uni-), Jonathan Benedict Schonfeld (6 juillet 1944, Londres, Royaume-Uni-) et le Dr Jeremy Joseph Schonfield (11 juillet 1951, Londres, Royaume-Uni-),.

### La Shoah
Solomon Schonfeld sauve 3 500 vies durant la Shoah.